# Chalid bin Hamad Al Chalifa

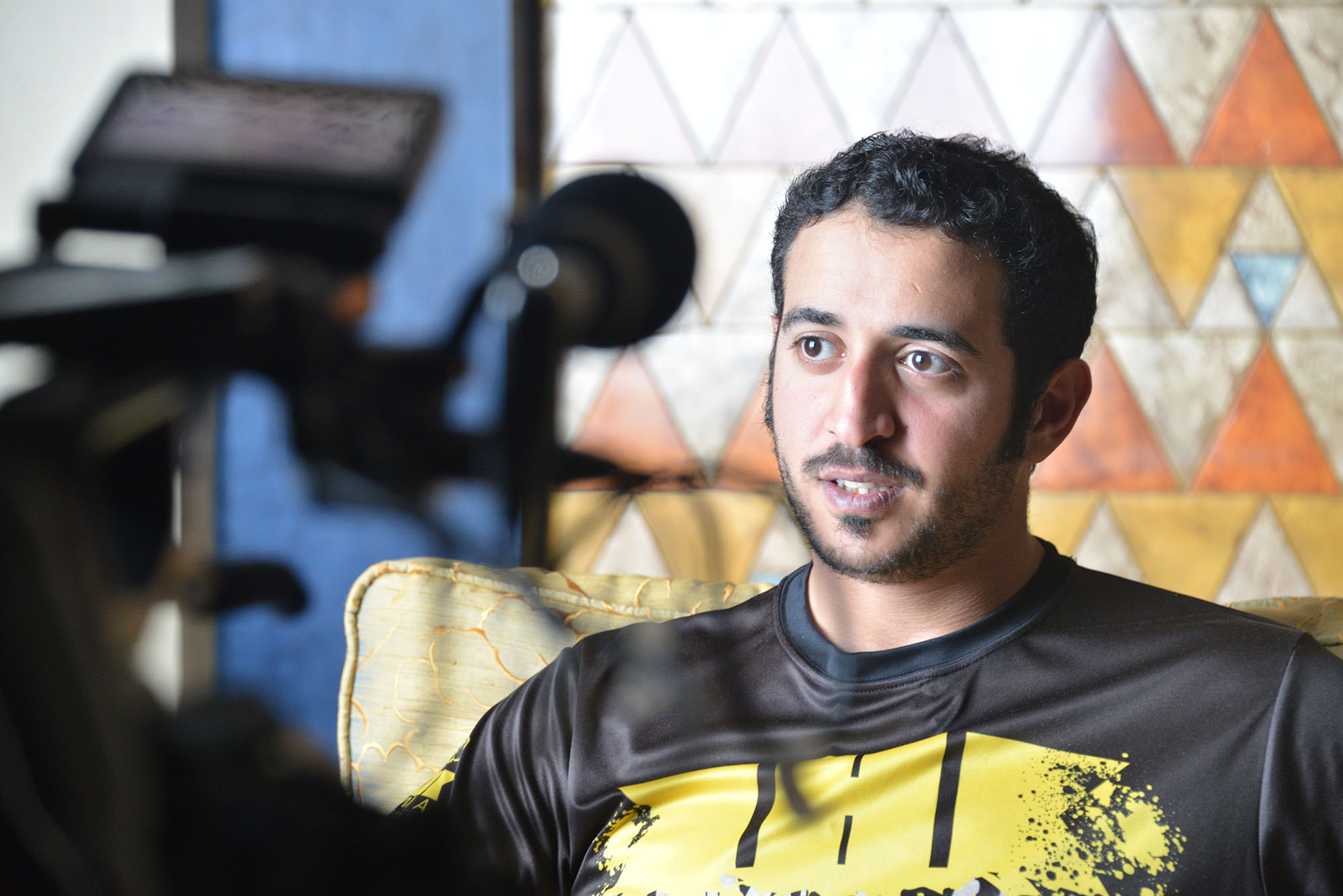
Khalid bin Hamad Al Khalifa, 2016

Scheich Chalid bin Hamad Al Chalifa (arabisch خالد بن حمد آل خليفة, DMG Ḫālid b. Ḥamad Āl Ḫalīfa; * 13. September 1989) ist ein Mitglied der bahrainischen Königsfamilie sowie ein bahrainischer Militäroffizier.  Sein älterer Halbbruder ist der Kronprinz Salman bin Hamad bin Isa Al Chalifa.

## Leben
Chalid wurde als fünfter Sohn des bahrainischen Herrschers, König Hamad bin Isa Al Chalifa, am 13. September 1989 geboren und ist ein Sohn von Sheia bint Hassan Al Khrayyesh Al Ajmi aus Kuwait, der zweiten Ehefrau des Königs. Er besuchte die Ibn Khuldoon National School und erhielt im August 2008 einen Abschluss an der Royal Military Academy Sandhurst. Chalid ist Militäroffizier im Rang eines Oberstleutnants und befehligt die Schnelleingreiftruppe der Royal Guard. Er ist Präsident der Bahrain Royal Equestrian and Endurance Federation und erster stellvertretender Vorsitzender des Obersten Rats für Jugend und Sport. Neben seiner militärischen Karriere betätigte er sich auch im Amateur-Mixed-Martial-Arts (MMA) und bestritt zwei Kämpfe im Jahr 2016 und 2017. Er gewann sein Debüt gegen Aditya PS durch technischen Knockout in der ersten Runde und seinen zweiten Kampf durch einstimmige Entscheidung gegen Manish Kumar.

## Panama Papers
Laut den Panama Papers besaß er gemeinsam mit seinem Bruder Nasser eine Briefkastenfirma auf den Britischen Jungferninseln.

## Familie
Er heiratete Sahab bint Abdullah Al Saud, eine Tochter des ehemaligen Herrschers von Saudi-Arabien, König Abdullah, am 16. Juni 2011 in Riad. Das Paar hat zwei Söhne: Faisal, geboren am 12. Dezember 2012, und Abdullah, geboren am 6. Februar 2015. Das Paar ließ sich 2017 scheiden. Im Jahr 2017 heiratete er seine Cousine Hessa, die Tochter seines Onkels Mohammed bin Isa Al Khalifa, dem Chef der Nationalgarde.
Aus seiner Ehe mit Sahab bint Abdullah ist er Vater von zwei Söhnen.
- Faisal (* 2012)

- Abdullah (* 2015)[8]